# Kasteel van Gageac
Het Kasteel van Gageac (Frans: Château de Gageac) is een kasteel in de Franse gemeente Gageac-et-Rouillac. Het kasteel is een beschermd historisch monument sinds 1948.